# Тім Северін
Тім Северін (англ. Tim Severin; 25 вересня 1940 — 18 грудня 2020) — британський мандрівник-дослідник, історик і письменник.

## Біографія
Народився в Ассамі (Індія) в сім'ї англійського чайного плантатора. Мати народилась в Індії, за походженням наполовину нідерландка, наполовину — англійка. З шести років навчався в закритій школі «Торнбридж» в Англії. Надалі навчався в Кібл — коледжі Оксфордського університету (Keble College), вивчав історію та географію. Отримав ступінь магістра з географії.
У 1997 р. в Триніті — коледжі Дублін (Trinity College, Dublin (TCD)) отримав науковий ступінь доктора літератури. Також отримав науковий ступінь у Коркському університет-коледжі.
Ще навчаючись в університеті Северін зацікавився вивченням історії географічних відкриттів і разом із двома товаришами повторив на мотоциклі шлях Марко Поло з Венеції до Китаю через Афганістан. Результатом цієї мандрівки стала книга «По слідам Марко Поло» (1964)
Все своє життя Тім Северін присвятив мандрівкам, перевіряючи різноманітні наукові теорії, легенди та міфи.
У 1976—1977 роках від здійснив плавання на маленькому шкіряному човні через Північну Атлантику в Америку — по слідам легендарного святого Брендана. Ця мандрівка була описана в книзі Северіна «Мандрівка на «Брендані»»(1978 р.) Книга стала світовим бестселером, її переклали на 27 мов.
У 1980 році дослідник відтворив старовинний арабський бум — традиційний зшитий корабель типу дау, збудувавши його без єдиного цвяха всього за 165 днів. У листопаді того ж року «Сохар» (так було названо вітрильник) вийшов під командуванням Северіна з оманського порту Маскат і пройшов шляхом знаменитого героя арабських казок Сіндбада — мореплавця до китайського порту Кантон. Ця мандрівка описана у книзі Северіна «Шляхом Сіндбада».
У 1984 році Северін створив копію давньогрецького весельного судна бронзової доби, Судно було назване «Арго», на ньому Тім Северін повторив міфічний маршрут Ясона і аргонавтів за Золотим Руном з Еллади до Колхіди. Через рік на цьому ж кораблі Северін здійснив плавання по Середземному морю по слідам Одіссея. Після цього під його керівництвом і за його участі відбулись дві сухопутні верхові експедиції, одна з яких повторювала маршрут Першого Хрестового походу, а друга буда здійснена степами Монголії.
У своїх наступних плаваннях Северін шукав підтвердження того, що 2000 років тому азійські мореплавці на бамбукових плотах могли допливати до Америки, а також вивчав історичні корені історій Мобі Діка та Робінзона Крузо.
Після кожної мандрівки Северін публікував книгу. Крім того, про ряд подорожей зняті документальні фільми, які демонструвались на телеканалах «Діскавері», «Скай», «Бі-Бі-Сі», «Нешнл Джіогрефік».
У 2005 році Тім Северін видав художню трилогію «Вікінг», яка складалась із книг «Дитя Одіна», «Побратими меча» та «Останній конунг», про мандри юного вікінга Торгільса Лейвссона.
У 2007 році побачила світ перша книга нового пригодницького циклу «Корсар», дія якого відбувається в Європі, Африці та Америці наприкінці XVII століття.
У 2008 році була віднайдена плівка любительського відео про мандрівку на «Брендане», яка вважалась втраченою. Зараз цей фільм, знятий одним із товаришів Северіна, готується до випуску на DVD[коли?].
Одна з останніх мандрівок Северіна — плавання до Островів прянощів на індонезійській прау, покликане перевірити щоденники відомого дослідника А. Р. Уоллеса.
За свої літературні твори удостоєний премій «Thomas Cook Travel Book Award», «The Book Of The Sea Award», «Christopher Prize». Також удостоєний медалі Академії де ла Маріне. Був регулярним радником National Geographic Magazine.
Нагороджений Золотою медаллю Королівського географічного товариства (1986) та Золотою медаллю імені Лівінгстона Королівського Шотландського географічного товариства (1988).